# Bergen an der Dumme
Bergen an der Dumme település Németországban, azon belül Alsó-Szászország tartományban. Lakosainak száma 1419 fő (2023. december 31.). Bergen an der Dumme Clenze és Schnega községekkel határos.

## Népesség
A település népességének változása:
| Lakosok száma | 1595 | 1573 | 1406 | 1436 | 1388 | 1434 | 1419 |
|               | 2015 | 2016 | 2017 | 2019 | 2021 | 2022 | 2023 |